# João Nepomuceno Carlos de Liechtenstein
João Nepomuceno Carlos ou Johann Nepomuk Karl de Liechtenstein (Johann Nepomuk Karl Franz Joseph Borromäus de Paula, (6 de Julho de 1724 - 22 de dezembro de 1748) foi o 7º Príncipe do Liechtenstein, entre 1732 e 1748. Ele era o filho de João José Antônio de Liechtenstein.
Quando seu pai morreu, João Nepomuceno Carlos tinha apenas 8 anos e seu parente José Venceslau governou como regente. Em 1744 casou com Maria Josefina de Harrach, (20 de Novembro de 1727 - 15 de fevereiro de 1788), filha do conde Frederico Augusto de Harrach-Rohrau. O casal tinha duas filhas; Mariana (1745-1752) e Maria Antônia (13 de Junho de 1749 - 28 de maio de 1813). 
João Nepomuceno Carlos morreu três anos mais tarde, aos 24 anos de idade não deixando descendentes masculinos.